# INum
 (octobre 2020).
Si vous disposez d'ouvrages ou d'articles de référence ou si vous connaissez des sites web de qualité traitant du thème abordé ici, merci de compléter l'article en donnant les références utiles à sa vérifiabilité et en les liant à la section « Notes et références ».

iNum est l'acronyme pour International Number, c'est un groupe de numéros de téléphone au tarif local accessibles de l'ensemble de la planète.
Créés par l'ITU (Union internationale des télécommunications), les numéros iNum commencent par les codes de pays +882 et +883.
Les numéros de téléphone traditionnels sont liés à un pays, une région ou une ville particulière; quand l'utilisateur déménage loin, il doit changer de numéro de téléphone.
Les numéros iNum n'ont pas cette limitation et il est possible de garder son numéro à vie.
iNum a été initié en août 2006 par l'ITU et lancé officiellement en novembre 2008 mais les numéros iNum ne sont actuellement (2013) disponibles que de façon restreinte et dans un nombre limité de pays. En 2020, Voxbone, principal fournisseur de numéros iNum auprès d'opérateurs télécoms, prend la décision de suspendre le service, le faible nombre d'utilisateurs et l'explosion des usages d'applications de communication numériques ayant eu raison de l'offre commerciale.